# Raphaela Bartz
Raphaela Bartz (* 23. Oktober 1971) ist eine ehemalige deutsche Fußballspielerin.

## Karriere
Barz gehörte zunächst von 1996 bis 2000 dem TuS Niederkirchen aus dem gleichnamigen Ort im rheinland-pfälzischen Landkreis Bad Dürkheim an. Für den Verein bestritt sie ihre Premierensaison in der letztmals ausgetragenen zweigleisigen Bundesliga in der Gruppe Süd, in der ihre Mannschaft den dritten Platz belegte. In den folgenden drei Spielzeiten belegte sie mit ihrer Mannschaft die Plätze neun, acht und elf, der den Abstieg in die Regionalliga Südwest bedeutete.
Für die Saison 2000/01 wurde sie daraufhin vom FC Bayern München verpflichtet, für den sie sechs Punktspiele bestritt. Ihr Debüt für den Bundesligaaufsteiger gab sie am 22. Oktober 2000 (2. Spieltag) beim 4:1-Sieg im Auswärtsspiel gegen den FFC Flaesheim-Hillen. Ihr letztes Punktspiel bestritt sie am 10. Juni 2001 beim 5:5-Unentschieden im Auswärtsspiel gegen den SC 07 Bad Neuenahr.